# Eddy Zemach
Eddy Zemach (né le 9 mars 1935 et mort le 21 mai 2021) est un philosophe israélien, professeur émérite à l'Université de Jérusalem. Il a développé son travail de philosophie analytique dans de nombreuses directions, et plus particulièrement en ontologie et en esthétique. 
Sa thèse s'intitulait « Les frontières du domaine esthétique ».
Eddy Zemach s'est notamment fait connaître par The Reality of Meaning and the Meaning of "Reality" (1991), Types: Essays in Metaphysics (1992) et Right and Mind (2001). 
En esthétique, Zemach assume une position réaliste : il tente de tirer parti des ressources de la critique du langage sans céder à la tentation trop rapide à ses yeux du scepticisme, et cela même si les questions relatives à l'art et à la beauté sont souvent polémiques.
C'est surtout dans ce but qu'il a développé de nombreux concepts en ontologie. Une de ses particularités, c'est de ne pas avoir abandonné le langage formel à un moment où la philosophie analytique commençait à douter fortement des fruits qu'un siècle de travail en logique symbolique avait portés. Il faut notamment citer  Singular Terms and Metaphysical Realism (1986), Four ontologies, Existence and non-existents et A Modal Theory of Metaphor (2001).

## Œuvres principales
- 1970: Analytic Aesthetics, Daga (in Hebrew).
- 1976: Aesthetics, Institute for Poetics & Semiotics (in Hebrew).
- 1992: The Reality of Meaning and the Meaning of 'Reality', Brown U. Press.
- 1992: Types: Essays in Metaphysics, E. J. Brill Publishers.
- 1997: Real Beauty, Penn State Press.
- 2001: Mind and Right, Magnes Press (in Hebrew).

## Œuvres traduites en français
- 2005 : La beauté réelle: une défense du réalisme esthétique, traduit par Sébastien Réhault, Presses universitaires de Rennes
- 2013 : Quatre ontologies, traduit par Matthieu Dubost, revue Klésis, 26, 2013
- 2013 :  L'existence et les inexistants, traduit par Matthieu Dubost, revue Klésis, 26, 2013